# 6550 Parléř
A 6550 Parler (ideiglenes jelöléssel 1988 VO5) a Naprendszer kisbolygóövében található aszteroida. Antonín Mrkos fedezte fel 1988. november 4-én.